# Señorita Panamá 2010
Señorita Panamá 2010 la 27ª edición del Señorita Panamá y 44.ª celebración Anual del concurso Miss Panamá se llevó a cabo en el Hotel Sheraton, Panamá, Panamá el jueves 8 de julio de 2010.
Alrededor de 10 participantes de todo Panamá, compitiéron por la corona de este prestigioso certamen. Señorita Panamá 2009, Diana Broce de Los Santos coronó a Anyolí Amorette Ábrego Sanjur de Veraguas como la nueva Señorita Panamá. Este año la final se llevó a cabo un desfile de moda. Diez concursantes compitieron por el título nacional.
Abrego compitió en la 59 ª edición del certamen de Miss Universo 2010, que se celebró en el Centro de Eventos Mandalay Bay en el Mandalay Bay Resort y Casino, Las Vegas, Nevada, EE. UU. el 23 de agosto de 2010.

## Resultados
| Título                    | Candidata                                |
| ------------------------- | ---------------------------------------- |
| Señorita Panamá 2010-2011 | - Anyolí Amorette Ábrego Sanjur Veraguas |
| Primera Finalista         | - Katherine Dolande Panamá Centro        |
| Segunda Finalista         | - Ana Mabel Miranda Chiriquí             |

### Premios especiales
| Resultados finales | Concurso                                | Diseñador     | Tema       | Candidata    |
| ------------------ | --------------------------------------- | ------------- | ---------- | ------------ |
| Ganador            | Mejor Traje Nacional para Miss Universe | Gabriel López | "Taburete" | Paola Vaprio |

### Jueces
- Miguel Herrera - Ex-juez de  Realmente Bella
- Gloria Quintana - Ex-Miss Hispanidad 1989 y Señorita Panamá 1989
- Exidio Zelaya - Periodista Hondureno

## Presentación Musical
- Olanda Angarita - "Jamás"

## Show de Presentación
En la preliminar final todos las participantes compitieron en las categorías vestido de Cóctel en el marco de la presentación de los 10 finalistas que se dará a conocer las 3 mejores en la noche final durante la transmisión en vivo de dos horas del concurso Señorita Panamá 2010 por Telemetro el jueves , 8 de julio.
Esta presentación a la prensa se llevó a cabo en el Salón Gran Barú del Hotel Sheraton.

## Candidatas
Estas son las candidatas seleccionadas para esta edición.
| Representa | Provincia     | Candidata          | Edad | Medidas  | Altura | Residencia    | Agencia                          |
| ---------- | ------------- | ------------------ | ---- | -------- | ------ | ------------- | -------------------------------- |
| 1          | Panamá        | Valerie Sattkowski | 20   | 33-24-36 | 1.67 m | Panamá        | Panamá Talents                   |
| 2          | Panamá        | Marelissa Him      | 21   | 33-23-36 | 1.70 m | Panamá        | Panamá Talents                   |
| 3          | Panamá Oeste  | Sara Ruiz          | 23   | 33-24-34 | 1.68 m | Panamá Oeste  | Independiente                    |
| 4          | Panamá Centro | Katherine Dolande  | 24   | 31-23-33 | 1.72 m | Panamá Centro | Panamá Talents                   |
| 5          | Panamá        | Paola Vaprio       | 23   | 33-25-36 | 1.76 m | Panamá        | Independiente                    |
| 6          | Panamá        | Amelia Cuestas     | 24   | 33-24-36 | 1.73 m | Panamá        | Tania Hyman's Models and talents |
| 7          | Colón         | Elianys Colón      | 20   | 33-24-35 | 1.76 m | Colón         | Independiente                    |
| 8          | Chiriquí      | Ana Mabel Miranda  | 23   | 35-23-37 | 1.77 m | David         | Panamá Talents                   |
| 9          | Veraguas      | Anyolí Ábrego      | 23   | 33-25-36 | 1.77 m | Veraguas      | Physical Modelos                 |
| 10         | Panamá        | Natasha Díaz       | 21   | 33-25-35 | 1.78 m | Panamá        | Panamá Talents                   |

## Importancia histórica
- Veraguas ganó Señorita Panamá por cuarta vez (antes  1992) con Giselle Amelia González Aranda.
- Panamá Centro clasifica en la ronda final por año consecutivo.
- Chiriquí volvió a la final después de dos años  2008.

## Calendario de Elección
- lunes 5 de julio presentación a la prensa en el Salón Gran Barú del Hotel Sheraton.

- miércoles 7 de julio entrevista con el jurado.

- jueves 8 de julio noche final,  coronación de Señorita Panamá 2010.